# Ricardo Castro
Ricardo Castro Herrera de son nom complet Rafael de la Santísima Trinidad Castro Herrera (né le 7 février 1864 dans l'État de Durango, mort à Mexico le 28 novembre 1907) était un pianiste et compositeur mexicain.

## Biographie
Il étudie à Durango puis au Conservatoire national de musique de Mexico. À dix-neuf ans, en 1883, il compose sa première symphonie, en do mineur, intitulée Sagrada, qui ne sera créée qu'en 1988.
En 1884, il effectue en tant que pianiste de concert une tournée aux États-Unis. Il donne des cours de théorie musicale et de piano à l'Instituto Musical Campa Hernández Acevedo. Il cofonde la Sociedad Anónima de Conciertos en 1892, puis Sociedad Filarmónica Mexicana en 1895.
En 1896, il crée son opéra Atzimba, qui traite de la conquête du Michoacán. Une bourse du gouvernement lui permet de voyager en Europe entre 1903 et 1906, et de donner des concerts dans plusieurs capitales européennes. À son retour au Mexique, il est nommé directeur du Conservatoire national de musique. 
Il a composé une symphonie en ré mineur (1893), un concerto pour violoncelle et orchestre (1902) créé à Anvers, de même que son concerto pour piano et orchestre (1904), premier du genre en Amérique latine.
Admirateur de Frédéric Chopin et de Claude Debussy, il a aussi composé de nombreuses pièces pour piano.

## Opéras
- Atzimba (1901 ; reconstruction du second acte, par Arturo Márquez)
- La Leyenda de Rudel
- Don Juan de Austria, d'après la vie de Don Juan d'Autriche
- Satán vencido
- El beso de la Rousalka, sur la légende de la Roussalka